# Suétone
Œuvres principales
Vie des douze Césars
Suétone (en latin Caius Suetonius Tranquillus) est un haut fonctionnaire romain, membre de l'ordre équestre, auteur de nombreux ouvrages dont la Vie des douze Césars qui rassemble les biographies de Jules César à Domitien. Il a vécu à la fin du Ier et au début du IIe siècle.

## Biographie
Nous savons très peu de choses de la vie de Suétone. Les indications sur lui et sa famille dans la tradition littéraire provenaient de cinq allusions dans ses ouvrages, six Lettres de Pline le Jeune, une mention du pseudo-Spartien dans la Vie d'Hadrien, une phrase de Jean le Lydien. À cela, il faut ajouter une inscription trouvée à Bône, aujourd'hui Annaba, l'antique Hippone (Hippo Regius), découverte en 1950, dans le forum d'Hippone, c'est une dédicace retranscrivant ses principales charges mais l'inscription est mutilée et fragmentaire,,.
Suétone naît probablement, mais sans certitude, à Rome vers 69-70 apr. J.-C., d'une famille appartenant à l'ordre équestre. Son père, Suetonius Laetus, était tribun angusticlave de la treizième légion et combattit dans l'armée d'Othon à la bataille de Bedriacum en 69 apr. J.-C., où Vitellius triompha.
Une des lettres de son ami et protecteur Pline le Jeune nous présente Suétone, alors âgé d'environ 28 ans, comme scholastichus, soit homme d'étude. Une lettre en 97 indique que Suétone devait être avocat mais sa carrière devait être brève ; une autre, écrite vers 101, nous montre Suétone briguant pour un ami un poste de tribun militaire dans l'état-major de Lucius Neratius Priscus qu'il a lui-même exercé,, condition nécessaire pour pouvoir prétendre à la carrière équestre. Il semble cependant que Suétone réussit à se faire dispenser du service militaire. Il commença à publier des œuvres en 105-106. Par ailleurs, son ami Pline le Jeune lui fit obtenir de l'empereur Trajan en 112 le privilège accordé aux pères de trois enfants, bien qu'il n'en eût aucun.
À la mort de Pline le Jeune, en 113, Suétone s'attache à un nouveau protecteur, Caius Septicius Clarus, qui lui obtient sous Hadrien l'importante fonction de secrétaire ab epistulis latinis (c'est-à-dire responsable de la correspondance de l'empereur en langue latine). Cette charge permit notamment à Suétone d'avoir accès aux archives impériales. Il rédige alors son premier livre, le De viris illustribus (paru vers 113). Entre 119 et 122 paraît la Vie des douze Césars, point culminant de sa carrière.
L'inscription d'Hippone montre que Suétone, avant de devenir ab epistulis, avait occupé deux autres procuratèles ducénaires (c'est-à-dire gratifiées d'un salaire annuel de 200 000 sesterces) dans l'administration centrale de l'empire : il avait été a studiis (responsable des archives et de la documentation) et a bibliothecis (responsable des bibliothèques de Rome). Il fut également pontife de Vulcain.
Un passage du pseudo-Spartien nous apprend que Suétone, malgré les relations amicales qu'il avait toujours entretenues avec Hadrien, subit en 121-122 une disgrâce brutale et définitive en même temps que son protecteur le préfet du prétoire Caius Septicius Clarus. Selon Spartien, cette disgrâce serait due à un manquement à l'étiquette de la cour vis-à-vis de l'impératrice Sabine. Toujours est-il que nous ne savons plus rien de Suétone après cette date ; sans doute a-t-il vécu dès lors dans la retraite, en se consacrant tout entier à ses travaux de grammaire, de littérature et d'histoire. C'est dans cette retraite que le poète José-Maria de Heredia, dans le sonnet des Trophées intitulé Tranquillus, montre Suétone méditant sur Néron, Claude, Caligula, et décrivant « les noirs loisirs du vieillard de Caprée ». Il meurt après 122, sans que l'on sache l'année, vraisemblablement autour de 130, mais peut-être jusqu'à 160.

## Œuvre
Suétone fut un auteur très fécond, si l'on en croit la longue liste d'ouvrages que la Souda et certains auteurs lui attribuent. C'était un érudit qui a écrit sur les sujets les plus divers, un polygraphe animé d'une incroyable curiosité, qui possédait un savoir encyclopédique à la manière de Varron. Mais la grande majorité de l'œuvre est perdue.

### Œuvres conservées

#### Des hommes illustres(De viris illustribus)
Le titre n'est pas connu avec certitude d'où également les intitulés alternatifs de Virorum illustrium libri et Virorum illustrium liber. Cet ouvrage est consacré aux gloires de la littérature latine. Il fut publié avec Les Douze Césars car la documentation est plus précise pour les biographies impériales. Il est divisé en cinq parties :
- Les poètes depuis Livius Andronicus ;
- Les orateurs depuis Cicéron ;
- Les historiens depuis Salluste ;
- Les philosophes ;
- Sur les grammairiens et les rhéteurs (De grammaticis et rhetoribus).

Parmi les poètes, on n'a conservé que des éléments des Vies de Térence, de Virgile, d'Horace et de Lucain, transcrites sur certains manuscrits des œuvres de ces auteurs. Les Vies de Tibulle et de Perse sont peut-être également de sa main.
Seule nous est restée la majeure partie de la dernière division sur les grammairiens et les rhéteurs, dont la fin a été perdue. L'introduction est un rappel historique sur Cratès de Mallos, ambassadeur de Pergame en 168 av. J.-C., qui donna les premières conférences sur la matière durant son séjour à Rome. Suivent les notices biographiques d'Aelius Stilo, de son gendre Servius Clodius et de 19 autres grammairiens, jusqu'à Valérius Probus, contemporain de Néron. Suétone donne des renseignements biographiques sur ces professeurs, mais il est muet sur leurs théories et leurs enseignements grammaticaux proprement dits. L'ouvrage peut être reconstitué à travers la traduction de la Chronique d'Eusèbe par Saint-Jérôme qui utilise Suétone comme source.

#### LaVie des douze Césars(De vita duodecim Caesarum libri)
En tant que secrétaire d'Hadrien, Suétone avait accès aux archives impériales, ce qui lui permettait de consulter les sources contemporaines telles que les procès-verbaux des séances du Sénat, les senatus-consultes, des lettres et des testaments d'empereurs. La part des archives dans l'œuvre de Suétone est néanmoins discutée, et jugée moins importante par Andrew Wallace-Hadrill et par Luc de Coninck. Cependant, Suétone porte peu d'intérêt à l'histoire et à l'administration de l'Empire ; il ne s'intéresse qu'aux actes et à la personnalité des premiers Césars, et plus particulièrement à leurs vices et à leurs travers, ce qui a valu à Suétone, selon le jugement d'Alexis Pierron, la réputation de colporteur d'histoires d'antichambre, de rumeurs dont l'authenticité est souvent douteuse. Selon une formule fameuse d'Alexis Pierron, Suétone avait écouté aux portes et souvent mal entendu ce que l'on disait. Néanmoins, sa Vie des douze Césars présente un grand intérêt pour l'historien de l'Antiquité, car elle nous donne sur le premier siècle de l'empire des renseignements précieux, qui ne se rencontrent point ailleurs.

### Œuvres perdues
Ces ouvrages ne sont connus que par leurs titres ou par quelques citations fragmentaires. Ils portent sur les sujets suivants :
- les courtisanes célèbres[24] ;
- les défauts corporels[24]. Il est possible que le De uitiis corporalibus faisait partie de la Prata[25] ;
- une défense du De Republica de Cicéron, face aux critiques du grammairien Didyme d'Alexandrie[26] ;
- les signes d'abréviation employés par les grammairiens pour leurs annotations des textes étudiés[26],[27] ;
- les jeux d'enfants chez les Grecs[24],[28] ou simplement les Jeux chez les grecs. L'ouvrage est écrit en grec selon la Souda[29] ;
- les mots injurieux et expressions moqueuses[26], écrit en grec[29] ;
- les rois[24] : De regibus[30] ;
- une encyclopédie d'histoire naturelle : Prata (Les Prairies)[31] ;
- les costumes des Grecs et des Romains[24], nommé De genere uestium, dont il reste cinq fragments[29] ;
- un ouvrage fourre-tout, titré De rebus variis (sur des sujets divers)[26] ;
- les charges officielles dans l'administration romaine[24], De institutione officiorum[29] ;
- l'armée romaine[24] ;
- l'année romaine[29], que nous ne connaissons que parce que Macrobe s'en inspire dans les Saturnales (en I, 12-14) ;
- un traité en deux livres sur les usages et les mœurs des Romains, dont il ne reste qu'un fragment[29] ;
- deux livres sur les jeux publics des Romains[24]. Aulu-Gelle mentionne cet ouvrage sous le titre de Ludicra historia[29], et Tertullien s'en est inspiré pour son De spectaculis.

Ces quatre derniers ouvrages formaient probablement un tout encyclopédique intitulé Rome.

## Style et démarche
Henri Ailloud juge défavorablement le style de Suétone. Il faut toutefois considérer que Suétone procède par énumération d'événements regroupés sans tenir compte de leur chronologie, tandis que les annalistes comme Tite-Live et Tacite ont plus de facilités pour leurs effets stylistiques en détaillant les péripéties de leur narration.
Le style de Suétone est froid et sans grand ornement. Son étoile littéraire pâtit surtout de la comparaison avec celle de son contemporain Tacite, l'auteur des Histoires et des Annales, considéré comme le plus grand historien latin. La prose de Suétone est celle d'un compilateur, qui ne manifeste de l'émotion qu'avec circonspection. Il ne possède ni l'intelligence politique ni la pénétration de Tacite, dont l'œuvre est teintée du pessimisme qu'il conçoit devant la décadence des mœurs politiques romaines, qu'il attribue à l'avènement du pouvoir impérial absolu à partir d'Auguste. Mais la critique reconnaît généralement la vivacité des portraits de Suétone, rédigés dans une prose simple et précise, visant avant tout à l'efficacité, et dépourvue de la phraséologie archaïque et précieuse qui encombre la littérature contemporaine.[réf. nécessaire]
Suétone suit un plan immuable : il évoque d'abord la famille de l'empereur et ses ancêtres illustres, sa naissance et les présages qui annoncent sa destination à l'empire, ses jeunes années, puis sa carrière publique. Son règne est rapporté par thèmes modulés selon les personnages et sans souci de chronologie : ses campagnes militaires, ses constructions, son action judiciaire, ses crimes politiques, sa fin et à nouveau les présages qui l'annoncent. Suétone conclut par son physique et sa vie privée. Le récit est relevé par des détails et des anecdotes, parfois triviales, et quelque peu exagérées sinon inventées. Ce plan devient un modèle pour un genre historique différent des annales, les Vies d'empereurs et de princes.
La fortune historique de Suétone est considérable : les vies des empereurs et des usurpateurs de l'Histoire Auguste s'inspirent de ce canevas ; au Moyen Âge, Éginhard s'en inspire pour écrire l'histoire de Charlemagne et de ses héritiers ; ses ouvrages sont ensuite réédités pendant la Renaissance, dès la naissance de l'imprimerie. Cependant, les récits des historiens romains postérieurs au règne de Néron, tels Suétone, Dion Cassius et Tacite, soulèvent une multitude d'interrogations sur la fiabilité de ces témoignages de « seconde main ».
Fernand Delarue souligne la « force des effets » et la « durable popularité » de Suétone.

## Œuvres publiées
- (la) De viris illustribus sur Wikisource
- (la) De vita Caesarum libri VIII sur Wikisource
- Suétone  (trad. Théophile Baudement), Paris, Jean-Jacques Dubochet, Le Chevalier et Cie, 1845 (lire en ligne) :
  - Vie des douze Césars,
  - Vies de Terence, du poète Horace, de Lucain, de Pline, de Juvenal, de Perse
  - Rhéteurs illustres,
  - Grammairiens illustres.
- (fr + la) Suétone (trad. du latin par Marie-Claude Vacher), Grammairiens et rhéteurs, Paris, Les Belles Lettres, 1993, xcviii+250 p. (ISBN 2-251-01368-7).